# 최강연승 퀴즈쇼 Q
《최강연승 퀴즈쇼 Q》는 2012년 8월 19일부터 2012년 12월 28일까지 방송되었던 퀴즈 프로그램이다.

## 방송 시간
| 방송 채널 | 방송 기간                          | 방송 시간                             |
| --------- | ---------------------------------- | ------------------------------------- |
| MBC TV    | 2012년 8월 19일 ~ 2012년 11월 4일  | 매주 일요일 아침 9시 10분 ~ 10시 30분 |
| MBC TV    | 2012년 11월 9일 ~ 2012년 12월 28일 | 매주 금요일 밤 8시 50분 ~ 10시        |

## 규칙

### 1회- 12회

#### 예선전
- 한 팀당 10명으로 구성된 총 8팀이 대결을 펼친다. 문제는 상식과 아이큐를 동원한 문제들로 출제되며 문제당 제한시간은 짧게는 10초, 많으면 60초가량 주어진다.
- 정답 공개 후에는 그 문제의 최고점수 팀과, 최저점수 팀을 공개한다.
- 마지막 문제 협력퀴즈는 성공하면 100점이 주어진다.
- 마지막 문제까지 풀고 점수가 가장 높은 한 팀이 결승에 진출한다.
- 9회부터는 총 8인 6팀으로 인원수가 바뀌었으며, 1등 팀에게는 소정의 상품이 지급되었다.

#### 결승전
- 예선에서 올라온 한 팀의 10명(최근에는 8명)이 개인전으로 대결을 펼친다.
- 문제가 출제되면 동시에 답을 적어 맞히지 못한 사람은 바로 탈락되며, 최후의 1인이 결승에 진출한다.
- 초창기에는 선착순으로 첫 번째는 5명, 두 번째는 2명, 세 번째는 1명으로 먼저 맞힌 사람 순대로 진출하는 형식으로 진행되었다.
- 10회부터는 최후의 1인에게 상품이 지급되었다.

#### 챔피언 결정전
- 결승전에서 최후의 1인이 도전자가 되어 지난주의 연승자와 대결을 펼치며 5판 3선승제로 진행된다. (초창기에는 3판 2선승제)
- 문제를 풀다가 아는 사람은 먼저 도전할 수 있으며, 먼저 도전하다가 실패하게 되면, 상대편에게 힌트가 될 수 있으므로 신중하게 도전해야 한다.
- 3문제를 먼저 맞힌 사람이 이번 주 챔피언이 되어 다음주에 계속 도전할 수 있게 된다. 이번 주 챔피언은 시청자 퀴즈를 직접 읽어준다.

### 13회-20회
- 8명이 한 팀을 구성하는 형식에서, 2인 1조 28팀이 대결을 펼친다. 한 문제라도 맞히지 못하면 탈락하며, 최후의 한 팀이 결승에 진출한다.
- 중간에 보너스 퀴즈는 맞힌 팀은 선물과 함께 다음 문제 정답 여부와 상관없이 계속 도전할 수 있다.
- 그리고 최후의 한 팀은 대표 한 사람을 정해서 챔피언과 대결을 펼친다.

그 뒤 형식은 전과 동일하며, 5판 3선승제에서 7판 4선승제로 바뀌었다.

14회서부터는 2팀이 본선에 진출해서 3문제를 먼저 맞힌 팀이 결승에 진출한다.(만약에 승부가 안 나면, 한 팀이 결정날 때까지 계속 진행된다)
그리고 결승에 올라온 한팀에게는 소정의 선물이 지급된다.

16회 방송분부터는 팀대결 역시 버저를 눌러서 맞히는 형식으로 변경된다.(5판 3선승제)
17회 방송분부터는 1팀이 결승에 올라가며, 그 한 팀의 팀원 두명이 5판 3선승제로 대결을 펼쳐 한 명이 올라간다.(단, 챔피언이 없을 시에는 두 팀이 본선에 올라가서 한 팀이 결승에 올라가고, 그 한 팀의 팀원 두 명이 결승에서 대결한다)
그리고 본인이 오답일 시, 5초가 지나야 도전할 수 있다.(만약에 5초 안에 상대편이 도전하지 않을 경우에는 다시 도전할 수 있다)

## 우승 상금
| 연승 | 상금         |
| ---- | ------------ |
| 1    | 1000만원     |
| 2    | 2000만원     |
| 3    | 3000만원     |
| 4    | 5000만원     |
| 5    | 7000만원     |
| 6    | 1억 5000만원 |
| 7    | 3억원        |

- 이 때 상금은 연승결과에 따라 지급됨.

## 역대 챔피언
| 우승자                   | 연승 | 우승회차 |
| ------------------------ | ---- | -------- |
| 최형진 (서울대 의과대학) | 2    | 1~2      |
| 김현석 (연세대학교)      | 3    | 3~5      |
| 최승훈 (한국도로공사)    | 2    | 6,8      |
| 임윤선 (변호사)          | 7    | 9~15     |
| 박해욱 (서울대학교)      | 1    | 16       |
| 최성주 (카이스트)        | 4    | 17~20    |

- 7회는 추석특집방송으로 연예인들을 모아서 하는 특집으로 꾸며졌으며, 연승도전은 없었다.

## 같이 보기
- 내 생애 마지막 오디션
- 궁금한 이야기 Y
- 장학퀴즈